# Юферова, Зинаида Борисовна
Зинаида Борисовна Юферова (укр. Зінаїда Борисівна Юферова, 17 сентября 1931, Харьков — 11 октября 1999, там же) — украинский музыковед

, педагог, музыкальный критик; кандидат искусствоведения, профессор Харьковского института искусств имени И. П. Котляревского. Член Союза композиторов Украины (с 1975).

## Биография
Родилась 17 сентября 1931 года в Харькове. В 1955 году окончила историко-теоретический факультет Харьковской государственной консерватории. В 1958 году — аспирантуру при Киевской консерватории. На протяжении 40 лет до самой смерти преподавала на кафедре истории музыки и кафедре истории украинской культуры Харьковского института искусств имени И. П. Котляревского (ныне Харьковский национальный университет искусств).

## Семья
- Муж — Георгий Аверьянов — украинский виолончелист, педагог, профессор, ректор Харьковского института искусств (1975—1991), заслуженный деятель искусств Украины.
- Дочь — Елена Рощенко — украинский музыковед, педагог, доктор искусствоведения, профессор.

## Научная деятельность
В сферу научных интересов входили проблемы изучения музыкальной критики, музыкального искусства древних цивилизаций, старинной и современной музыки, а также творчество композитора Владимира Сокальского.

## Избранные труды
- Юферова С. Б. Дон-диез «Южного Края»: золотые россыпи композиторского и музыкально-критического наследия Владимира Сокальского: монография / С. Б. Юферова. — Харьков, 2014. — 402 с.
- Юферова С. Б. Драматургические и стилевые черты народных сцен в опере М. Лысенко «Тарас Бульба» // Украинское музыковедение. — Киев, 1992. — Вып. Двадцать седьмой — С. 120—137.

## Награды
- 1999: Муниципальная премия имени Ильи Слатина (посмертно).